# Jaśkowa Dolina
Jaśkowa Dolina (dawniej niem. Jäschkentaler Weg) – ulica w Gdańsku, w dzielnicy Wrzeszcz Górny, a także obszar historyczny.

## Historia

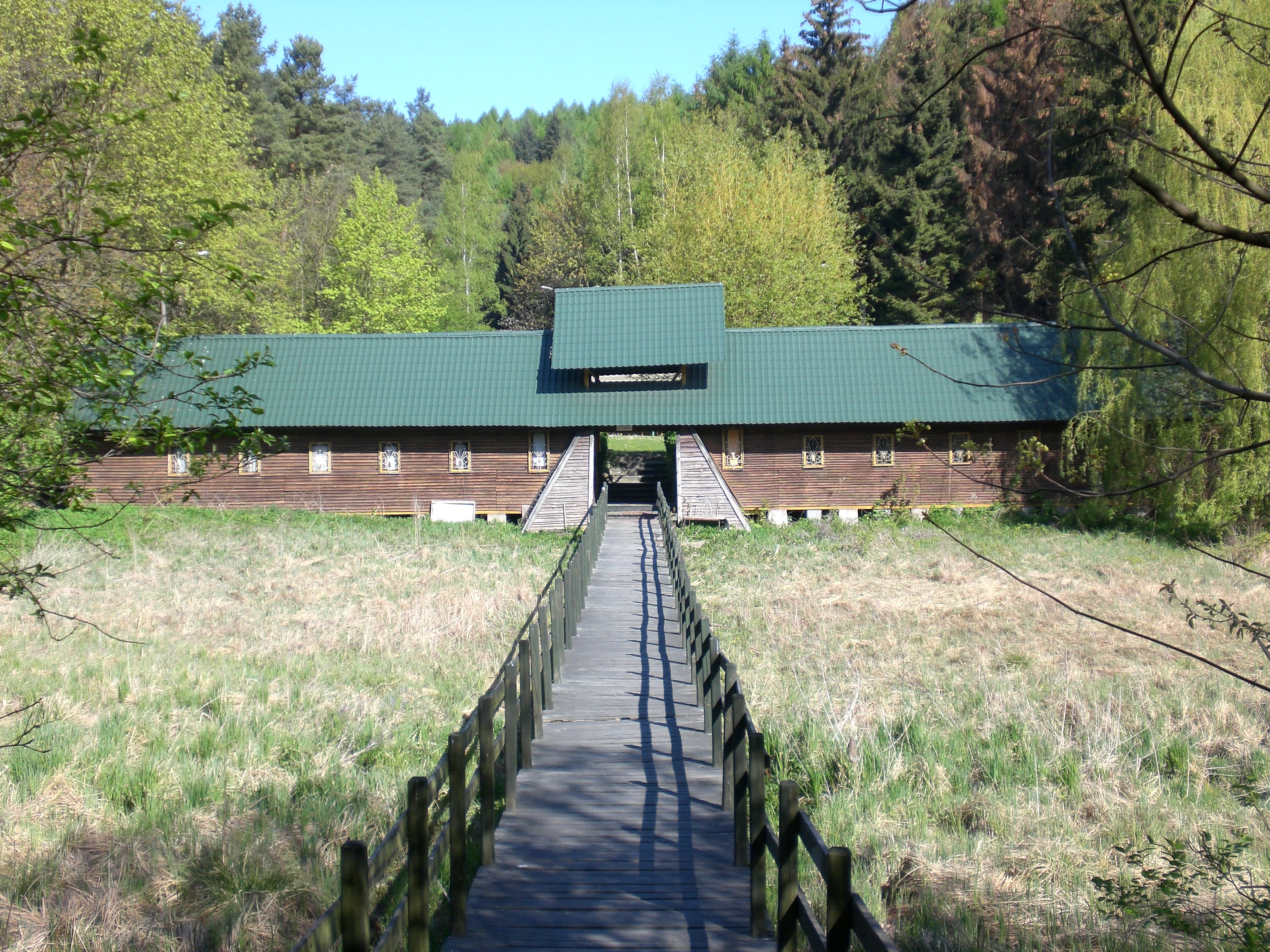
„Harcerska Baza Obozowa Morena”

Pierwotnie przysiółek Trzebisławice, prawdopodobnie jednodworcza osada rycerska, wzmiankowana w 1358 r. jako Trsibislauitz. W 2. połowie XVI wieku objęła go gdańska rodzina Köhne-Jaski, która nadała mu dzisiejszą nazwę. W XVIII wieku istniały Stara Jaśkowa Dolina (Alt Jaeschkenthal) w okolicach dzisiejszego adresu ul. Jaśkowa Dolina 112, prawdopodobnie dawne Trzebisławice, oraz Nowa Jaśkowa Dolina (Neu Jaeschkenthal) w okolicach ul. Jaśkowa Dolina 86. Stara zanikła po wojnach napoleońskich, Nowa zaś przekształciła się w kompleks kawiarni i ogrodów Kaffee Schröder, istniejących do 1945 roku.

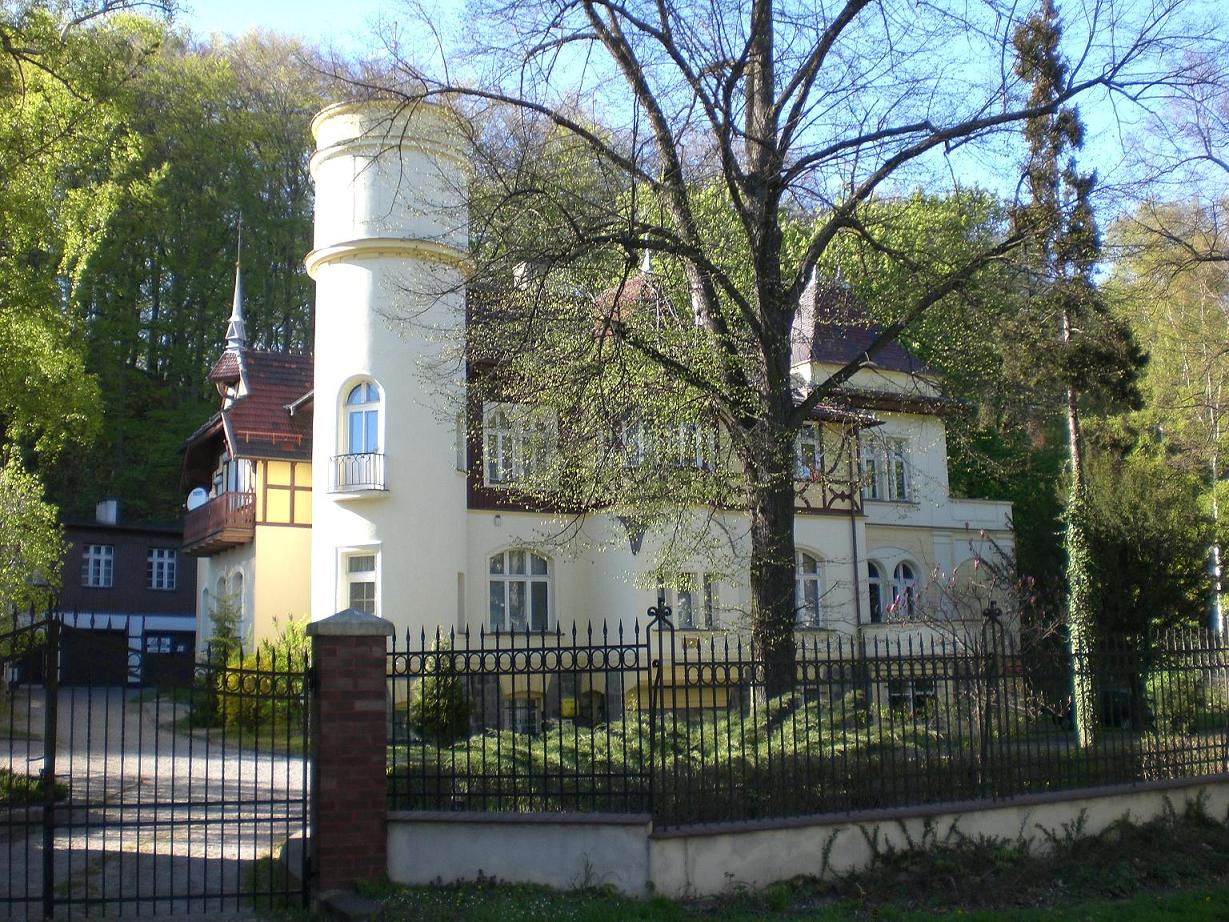
Stylowa zabudowa w dolnym przebiegu

## Zabudowa wzdłuż ulicy
Początek Jaśkowej Doliny to skrzyżowanie z Aleją Grunwaldzką nieopodal centrum handlowego Manhattan. Zabudowa dolnego przebiegu Jaśkowej Doliny jest zdominowana stylowymi zabudowaniami willowymi z końca XIX wieku i pierwszej połowy XX wieku, w stylu podmiejskich pałacyków. Górny przebieg ulicy, a zarazem końcowy (nowo powstały na skutek zabudowy Górnego Tarasu w latach 70. i 80.) to przede wszystkim zabudowa blokowa dzielnicy Piecki-Migowo.
Charakterystyczne budynki:
- Willa Behrendtów, nr 17[5]
- Willa Carla Otto Schreya, dyrektora Danziger Wagonfabrik z 1899, nr 19[5]
- Willa architekta Jakuba Henkenhafa, ul. Pawłowskiego, d. Parkweg[5]
- „Forsthaus”, czyli dawna Leśniczówka, nr 45[5]
- Dawna siedziba Telewizji Gdańsk, przed II wojną światową Café Zinglershöhe[6]

## Wartości turystyczno-krajoznawcze
Równolegle do ulicy przebiega turystyczny „Szlak Wzgórzami Trójmiasta”. Północno-zachodnia krawędź ulicy to dawna część Lasów Oliwskich (odciętych od pozostałego kompleksu leśnego poprzez nowo powstające struktury wewnątrzmiejskie) zwana „Jaśkowym Lasem” i „Gajem Gutenberga”. Dawniej było to popularne miejsce rekreacji; w organizowanych tu zabawach sobótkowych uczestniczyło nawet 20 tys. osób. W 2016 dokonano rewitalizacji dawnego założenia parkowego pod nr 67, w ramach której przywrócono zabytkową rzeźbę Fortuny oraz klasycznej gloriety. W bezpośrednim sąsiedztwie ulicy znajdują się również zrewitalizowany z inicjatywy Integracyjnego Klubu Artystycznego Winda – Teatr Leśny z 1911 r. i Oddział PAN w Gdańsku. U podnóża Strzyskiej Góry znajduje się „Harcerska Baza Obozowa Morena” zwana potocznie Moreną. Opodal niej w 2021 przystąpiono do budowy zbiornika retencyjnego.
Jesienią 2014 roku rozebrano schody przy ul. Jaśkowa Dolina 73, zbudowane z płyt nagrobnych z dawnego kirkutu i zastąpiono je nowymi, wykonanymi z drewna. Zachowane stare nagrobki przewieziono na cmentarz na Srebrzysku.
Bezpośrednio przy ulicy i na posesjach rośnie kilka drzew uznanych za pomniki przyrody:
- posesja nr 50 – buk zwyczajny odm. czerwonolistnej o obwodzie 280 cm
- posesja nr 68 – wiąz szypułkowy o obwodzie 287 cm
- posesja nr 27 – miłorząb dwuklapowy o obwodzie 214 cm

W parku Jaśkowej Doliny znajduje się krzyż upamiętniający załogę brytyjskiego bombowca Lancaster, który rozbił się tu w 1942 roku.